# Little Rock (Arkansas)
Little Rock is de hoofdstad van de Amerikaanse staat Arkansas. De stad werd in 1722 gesticht door de Fransen en kreeg de naam "La Petite Roche", naar een rots die uit de rivier de Arkansas verrees. De stad heeft 197.312 inwoners (2019) (inclusief de voorsteden ongeveer 734,000). 
Bill Clinton, die in de periode 1993-2000 de Amerikaanse president was, werd geboren in het nabijgelegen Hope. Later werd hij gouverneur van Arkansas en woonde in Little Rock. In Little Rock is ook het Clinton Presidential Center gevestigd.
De succesvolle rockband Evanescence komt uit Little Rock.

## Demografie
Van de bevolking is 11,6 % ouder dan 65 jaar en bestaat voor 33,8 % uit eenpersoonshuishoudens. De werkloosheid bedraagt 3,6 % (cijfers volkstelling 2000).
Ongeveer 6,8 % van de bevolking van Little Rock bestaat uit hispanics en latino's, 42,3 % is van Afrikaanse oorsprong en 2,7 % van Aziatische oorsprong.
Het aantal inwoners steeg van 177.086 in 1990 naar 191.930 in 2009 en naar 197.312 in 2019.

## Klimaat
In januari is de gemiddelde temperatuur 3,9 °C, in juli is dat 27,7 °C. Jaarlijks valt er gemiddeld 1291,8 mm neerslag (gegevens op basis van de meetperiode 1961-1990).

## Plaatsen in de nabije omgeving
De onderstaande figuur toont nabijgelegen plaatsen in een straal van 16 km rond Little Rock.

## Bekende inwoners van Little Rock

### Geboren
- Broncho Billy Anderson (1880-1971), acteur, scenarioschrijver en regisseur
- Douglas MacArthur (1880-1964), generaal
- Florence Price (1887–1953), componiste van klassieke muziek
- Betty Francisco (1900-1950), actrice
- Snub Mosley (1905–1981), jazztrombonist
- John Merritt Young (1922–2008), jazzpianist en arrangeur
- Richard Boone (1930–1999), jazztrombonist en -zanger
- Eldridge Cleaver (1935-1998), (zwarte) burgerrechtenactivist en schrijver
- Donald Harington (1935-2009), schrijver
- Pharoah Sanders (1940-2022), jazzsaxofonist
- Dan Hicks (1941-2016), singer-songwriter
- Leon Russom (1941), acteur
- Gil Gerard (1943), acteur (vooral bekend van de serie Buck Rogers)
- Rebecca Balding (1948-2022), actrice
- Rodger Bumpass (1951), komiek en acteur
- Brent Jennings (1951), acteur
- Scott Parazynski (1961), arts en astronaut
- George Newbern (1964), (stem)acteur
- John Kocinski (1968), motorcoureur
- Josh Lucas (1971), acteur
- Corin Nemec (1971), acteur
- John LeCompt (1973), metal-gitarist
- David Gordon Green (1975), filmregisseur, scenarioschrijver en producent
- Ashlie Atkinson (1977), actrice
- Jeff Nichols (1978), regisseur en scenarioschrijver
- Jermain Taylor (1978), bokser
- Chelsea Clinton (1980), adviseur (dochter van ex-president Bill Clinton en Hillary Clinton)
- Muna Lee (1981), sprintster
- Ben Moody (1981), gitarist
- Michael Tinsley (1984), atleet

## Galerij

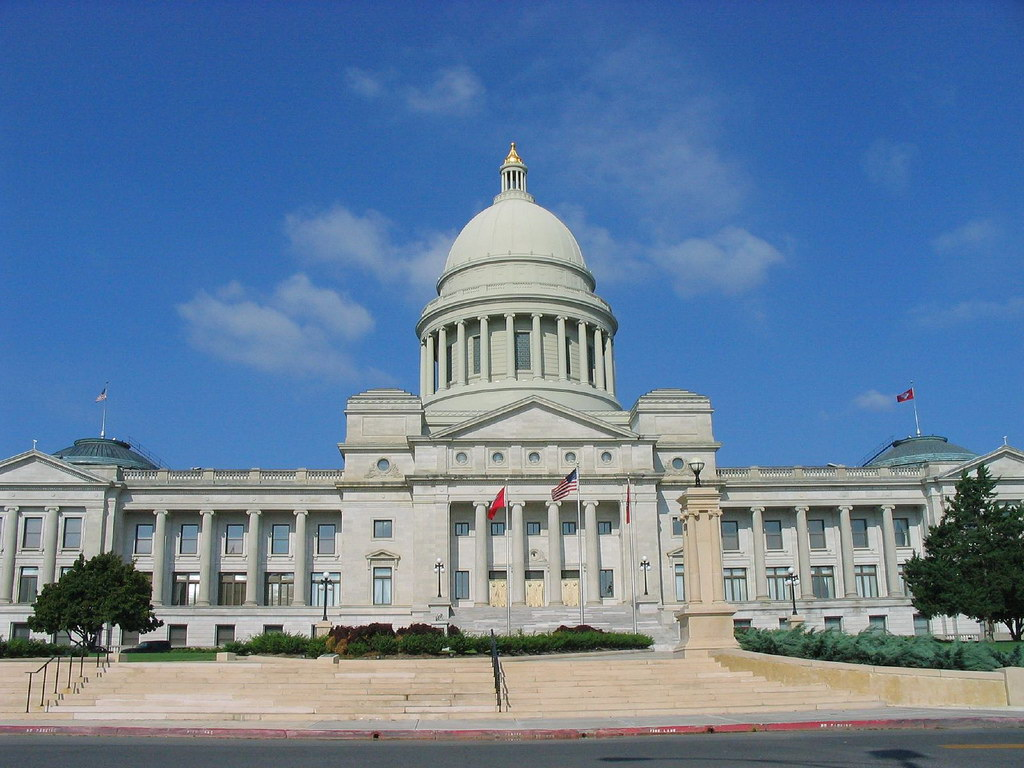
Arkansas State Capitol
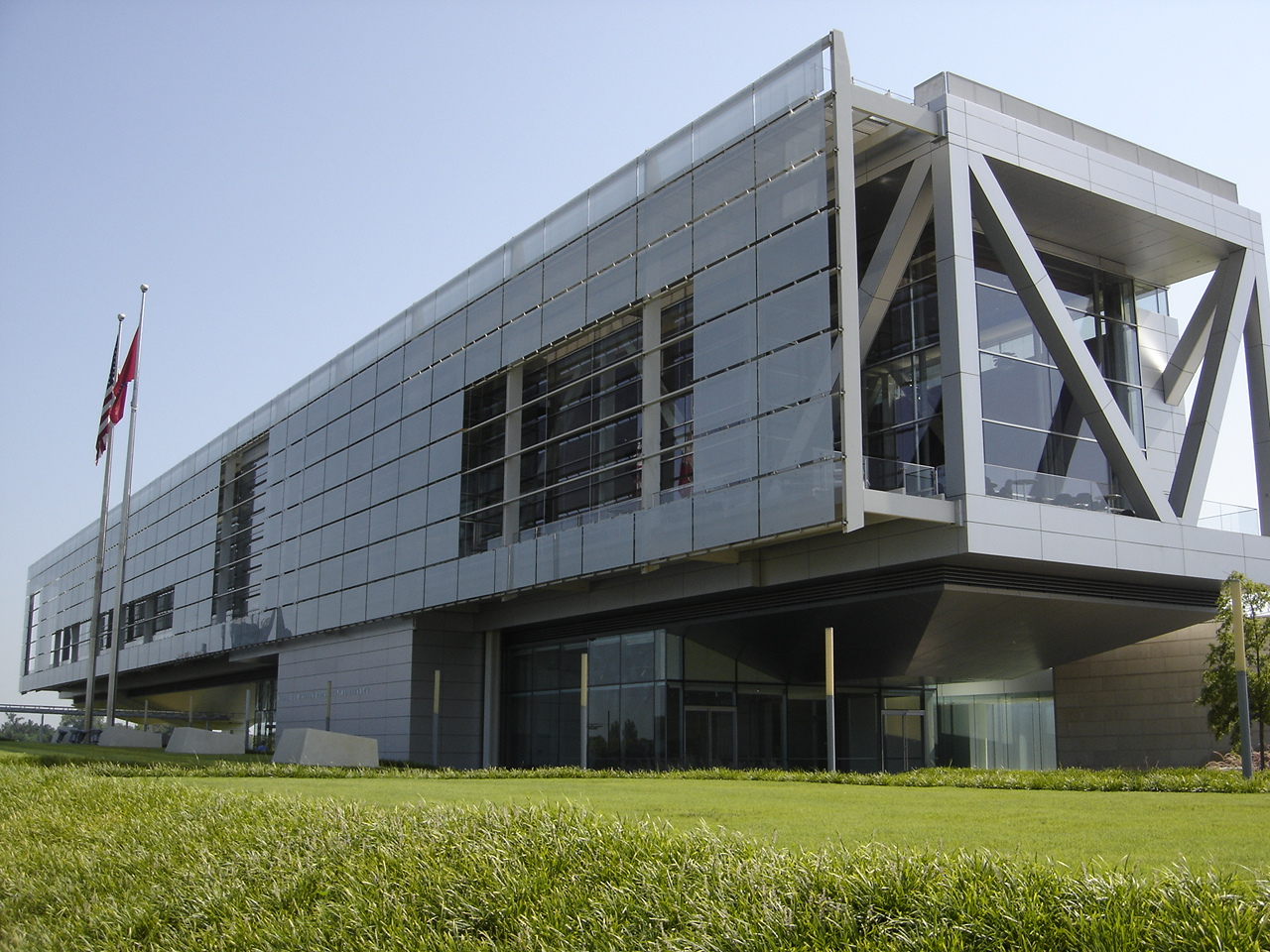
William J. Clinton Presidential Center
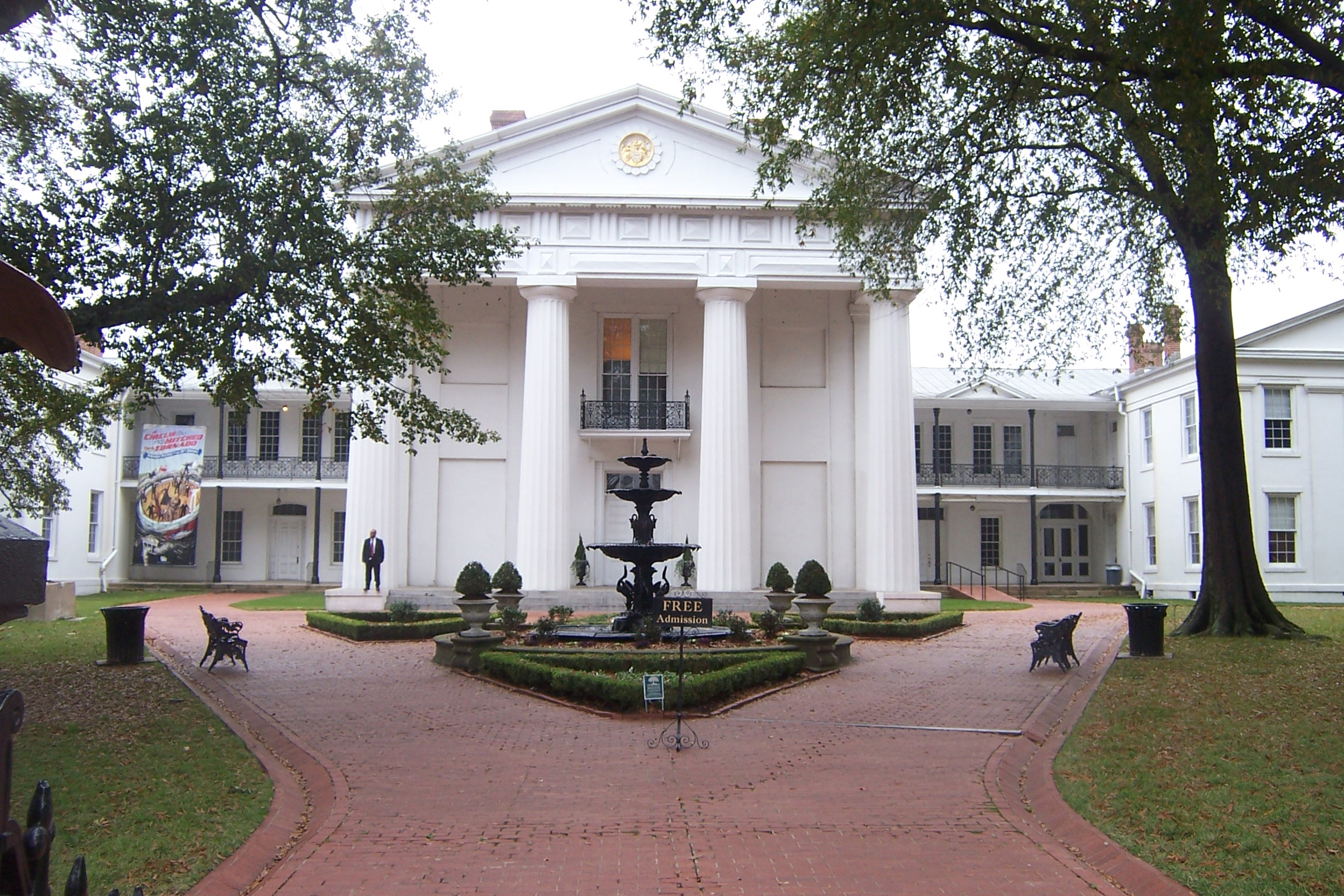
Little Rock Old State House